# ماري بليد
ماري بليد (بالإنجليزية: Mary Blade)‏ هي مهندسة أمريكية، ولدت في 1913 في مدينة سولت ليك في الولايات المتحدة، وتوفيت في 1994.